# Henri Cangardel
Henri Cangardel (6 juillet 1881 - 30 janvier 1971) est un homme d'affaires et industriel français dans le domaine maritime.

## Biographie
Né dans le Lot, il appartient à une ancienne famille de la région. Il est le fils d’Édouard Cangardel (Marminiac, 1852-id., 1934), avocat puis notaire, conseiller général du Lot et maire de Marminiac, conseiller de préfecture, chevalier de la Légion d'honneur, et Jeanne Doumic (Libourne, 1857-Marminiac, 1949).
Licencié en droit de la faculté de Toulouse en 1901, il est admis en 1902 à l'École d'administration de l'inscription maritime. Administrateur de 2e classe à sa sortie, dans les années qui suivent il exerce diverses fonctions officielles en rapport avec la marine en France et dans les colonies : à Bordeaux (1904-1907) puis Alger (chef de quartier, 1907-1909), Narbonne (1909-1912), Royan (1912-1914), Paris (1914-1915) et enfin Rabat (1915-1917). En 1913, il est un temps chef-adjoint du cabinet d'Anatole de Monzie, secrétaire d’État à la Marine marchande. Il est promu administrateur de 1ère classe en août 1914. Mis à la disposition de la marine militaire et nommé adjoint du contre-amiral Moreau, chargé à l'État-major général des questions de Droit international. Il participe activement au service des prises. Nommé chevalier de la Légion d’honneur sur décision de l’amiral Lacaze, ministre de la Marine, en janvier 1916, Henri Cangardel est envoyé en mission au Maroc, sur la demande du général Lyautey, en mai 1917, pour organiser la marine marchande chérifienne. En octobre 1917 il est nommé commissaire du Gouvernement auprès des compagnies subventionnées puis en juillet 1918 directeur des Transports maritimes auprès d’André Tardieu, haut-commissaire aux Affaires franco-américaines. En octobre 1918, il est promu administrateur principal de l'Inscription maritime.
En congé hors cadre du corps de l'Inscription maritime en 1920, puis mis en réserve en 1923 (il est promu en 1931 dans la réserve administrateur en chef de 2e classe), il devient directeur, puis administrateur directeur général de la Société « Les Armateurs Français » (1920-1922), administrateur délégué de l'Union française maritime (1922), fondateur, en 1925, de l'Union industrielle maritime (U.I.M.).
En 1933, alors que la Compagnie générale transatlantique connaît une importante reprise en main de la part de l’État à la suite de sa faillite, Henri Cangardel est appelé pour assister de son expertise le nouveau président de la société, le gouverneur général des colonies Marcel Olivier. De fait, si Olivier assure un grand rôle médiatique et permet à l'entreprise de s'attirer nombre de nouveaux contacts, c'est Cangardel qui dirige les aspects maritimes. Fait administrateur-directeur général en 1931, il mène l'achèvement de la construction du paquebot Normandie et s'implique beaucoup pour défendre ce qui passe aux yeux d'une partie de l'opinion comme une dépense injustifiée... En mai 1935, il accompagne le président de la République Albert Lebrun et les personnalités françaises qui se sont déplacées pour le baptême du navire, puis il embarque pour la croisière inaugurale, du mercredi 29 mai au lundi 3 juin 1935, date de l’arrivée à New York où, pour la première fois un paquebot français arbore le célèbre Ruban bleu.
Plébiscité pour son rôle dans la construction du paquebot et le rétablissement de la compagnie, Cangardel devient directeur-général de la Compagnie générale transatlantique en décembre 1940 à la place de l'ingénieur Jean Marie qui occupait le poste depuis mai 1939. C'est ainsi Cangardel qui gère l'entreprise dans le contexte troublé de l'Occupation allemande. À la Libération, il est écarté au profit de son prédécesseur, mais est fait président d'honneur de la Transat. Dans les années qui suivent, il poursuit sa carrière sans lien avec la Transat, en fondant notamment plusieurs unions de remorqueurs dans les colonies. En 1945 il revient à l'I.U.M. comme directeur général puis président-directeur général de 1956 à 1967.
Au nombre des premiers fondateurs de l'Académie de marine en 1921, lorsqu'elle devient institution d’État en 1926 il est compris parmi les nouveaux académiciens, puis préside cette institution d'octobre 1937 à octobre 1938.
Il meurt en 1971. Il est inhumé au cimetière du Père-Lachaise (4e division). L'U.I.M. a fait frapper une médaille en bronze à son effigie.
Il avait publié en 1957 un recueil de souvenirs et de considérations sur la marine française, revenant notamment sur son rôle dans la construction et la mise en service du Normandie : De Colbert à Normandie, études et souvenirs maritimes.

## Décorations
- Commandeur de la Légion d'honneur
- Commandeur de l'ordre national du Mérite
- Commandeur de l'ordre du Mérite maritime
- Officier d'académie

## Sources
- Marthe Barbance, Histoire de la Compagnie Générale Transatlantique : un siècle d'exploitation maritime, Arts et métiers graphiques, 1955, 429 p.
- Charles Offrey, Cette grande dame que fut la Transat, MDV, 1994, 207 p. (ISBN 978-2-910821-00-5).
- Charles Offrey, Henri Cangardel, armateur, éditions de l'Atlantique, 1973.
- Frédéric Ollivier, « Normandie » : un chef-d'œuvre français (1935-1942), Douarnenez, Chasse-marée, 2005, 191 p. (ISBN 2-914208-80-4).
- Henri Cangardel sur le site de l'UIM.
- Annuaire de l'association des administrateurs des affaires maritimes - édition 2012.